# Чемпионат СССР по лыжным гонкам 1984
56-й лично-командный чемпионат СССР по лыжным гонкам проводился в 3 этапа.
I этап прошел в Сыктывкаре (Коми АССР) с 5 по 6 января 1984 года. Разыграно 2 комплекта медалей в гонке 50 км (мужчины), в гонке на 20 км (женщины).
II этап прошел в Бакуриани (Грузинская ССР) с 23 по 26 января 1984 года. Разыграно 4 комплекта медалей в гонках на 15 и 30 км (мужчины), в гонках на 5 и 10 км (женщины).
III этап прошел в Сыктывкаре 18 марта 1984 года. Разыграно 2 комплекта медалей в эстафете 4×10 км (мужчины), в эстафете 4х5 км (женщины).

## Медалисты

### Мужчины
|                  | Золото                                                                          | Серебро                                                                         | Бронза                                                                 |
| ---------------- | ------------------------------------------------------------------------------- | ------------------------------------------------------------------------------- | ---------------------------------------------------------------------- |
| Гонка на 15 км   | Никитин Владимир «Зенит» Ижевск                                                 | Батюк Александр «Динамо» Чернигов                                               | Деветьяров Михаил Вооружённые Силы Пермь                               |
| Гонка на 30 км   | Зимятов Николай Вооружённые Силы Московская область                             | Завьялов Александр Вооружённые Силы Московская область                          | Никитин Владимир «Зенит» Ижевск                                        |
| Гонка на 50 км   | Сахнов Владимир Вооружённые Силы Алма-Ата                                       | Бурлаков Юрий Вооружённые Силы Хабаровск                                        | Мазалов Владимир «Динамо» Курган                                       |
| Эстафета 4х10 км | Вооружённые Силы Бородавко Юрий Сергеев Андрей Зимятов Николай Смирнов Владимир | Вооружённые Силы Бурлаков Юрий Сахнов Владимир Бакиев Розалин Девятьяров Михаил | «Зенит» Филиппов Мирон Асташкин Андрей Токарев Михаил Никитин Владимир |

### Женщины
|                 | Золото                                                                 | Серебро                                                                     | Бронза                                                                          |
| --------------- | ---------------------------------------------------------------------- | --------------------------------------------------------------------------- | ------------------------------------------------------------------------------- |
| Гонка на 5 км   | Степанова Юлия «Урожай» Ижевск                                         | Бурлакова(Шамакова) Надежда «Труд» Москва                                   | Смирнова Фаина «Труд» Куйбышев                                                  |
| Гонка на 10 км  | Сметанина Раиса «Урожай» Сыктывкар                                     | Лядова Любовь Вооружённые Силы Москва                                       | Степанова Юлия «Урожай» Ижевск                                                  |
| Гонка на 20 км  | Сметанина Раиса «Урожай» Сыктывкар                                     | Лядова Любовь Вооружённые Силы Москва                                       | Маркашанская Тамара «Урожай» Минск                                              |
| Эстафета 4х5 км | «Труд» Першина Татьяна Охлопкова Любовь Амосова Зинаида Смирнова Фаина | «Урожай» Ахматшина Рауфа Степанова Юлия Маркашанская Тамара Сметанина Раиса | Вооружённые Силы Иваско Нина Спиридонова Алевтина Лядова Любовь Зимятова Любовь |

Лично-командный чемпионат СССР (22-й) в лыжной гонке на 70 км среди мужчин проводился в Кандалакше 8 апреля 1984 года.

### Мужчины (70 км)
|                | Золото                                    | Серебро                                   | Бронза                           |
| -------------- | ----------------------------------------- | ----------------------------------------- | -------------------------------- |
| Гонка на 70 км | Сокорев Сергей Вооружённые Силы Ленинград | Сергеев Андрей Вооружённые Силы Ленинград | Ушаков Александр «Динамо» Москва |

Лично-командный чемпионат СССР (10-й) в лыжной гонке на 30 км среди женщин проводился в Апатитах Мурманской области 7 апреля 1984 года.

### Женщины (30 км)
|                | Золото                                            | Серебро                           | Бронза                         |
| -------------- | ------------------------------------------------- | --------------------------------- | ------------------------------ |
| Гонка на 30 км | Гаврилова(Саморукова) Наталья «Динамо» Свердловск | Заболотская Любовь «Зенит» Москва | Смирнова Фаина «Труд» Куйбышев |